# Eyüp Karagöbek
Muhammet Eyüp Karagöbek (* 6. Oktober 1989) ist ein türkischer Radrennfahrer.
Karagöbek gewann 2006 bei den Balkanmeisterschaften im türkischen Kartepe die Silbermedaille im Cross Country-Rennen der Junioren. Im nächsten Jahr gewann er eine Etappe bei der Tour of the Black Sea und er wurde Dritter in der Gesamtwertung.
Bei den Erwachsenen wurde Karagöbek 2009 wurde Karagöbek türkischer Meister im Einzelzeitfahren  und Zweiter im Straßenrennen. 2011 gewann er mit je einer Etappe der Tour du Maroc und der Tour of Marmara Wettbewerbe des internationalen Kalenders. Nachdem er bei den türkischen Zeitfahrmeisterschaften 2010 und 2011 jeweils die Silbermedaille gewann wiederholte er 2012 seinen Meisterschaftssieg von 2009. Außerdem wurde er Dritter der Straßenmeisterschaft.

## Erfolge
2009
- Türkischer Meister – Einzelzeitfahren

2011
- eine Etappe Tour du Maroc
- eine Etappe Tour of Marmara

2012
- Türkischer Meister – Einzelzeitfahren

## Teams
- 2011 Konya Torku Şeker Spor-Vivelo